# Акатово (Демидовский район)
Акатово— деревня в Смоленской области России, в Демидовском районе. Расположена в северо-восточной части области в 20 км к юго-востоку от Демидова, на южном берегу озера Акатовское.
Население — 23 жителя (2007 год). Входит в состав Пересудовского сельского поселения.

## История
Название деревни, по всей видимости, произошло от глагола «катить», «катать» (возможно, на древнем пути «из варяг в греки» здесь перетаскивали суда на катках).

## Экономика
Сельхозкооператив «Акатово».

## Достопримечательности
- Городище 1 тысячелетия н. э., северная окраина деревни.
- Курганная группа (3 кургана) в 0,4 км севернее деревни.
- Курганная группа (4 кургана) северо-восточнее, вдоль берега р. Корец.
- Селище 1 тысячелетия н. э., севернее деревни, на южном берегу Акатовского озера.